# Батиопсис

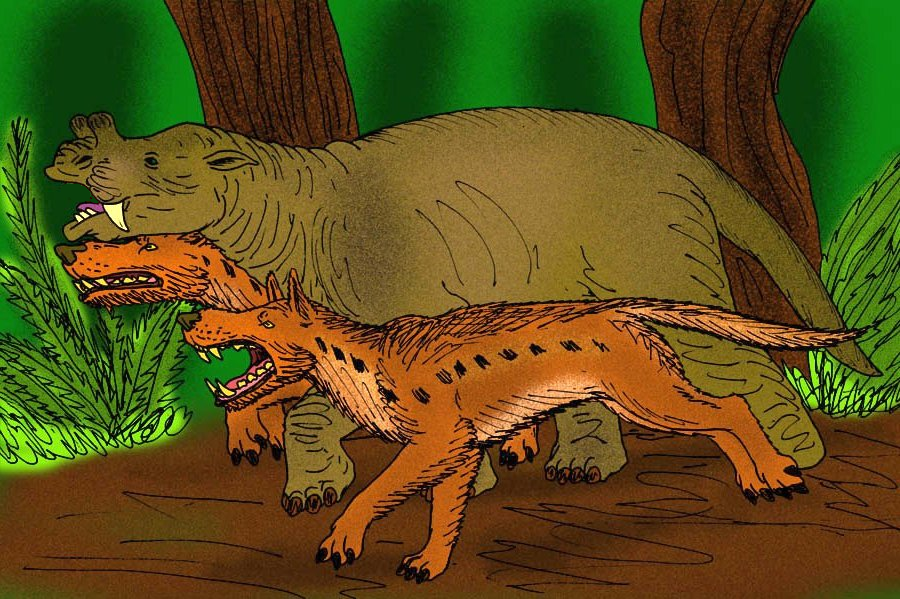
Батиопсис и мезониксы

Батиопсис (лат. Bathyopsis fissidens, от др.-греч. βᾰθύς ὄψις — глубокий глаз и лат. fissī dentēs — разделённые зубы) — вид вымерших млекопитающих из семейства уинтатериевых (Uintatheriidae) отряда диноцерат (Dinocerata), типовой и единственный в роде Bathyopsis. Обитали во время нижнего эоцена (55,8—46,2 млн лет назад) на территории современных штатов Вайоминг и Колорадо (США).

## История исследований
Род описал Эдвард Коп по нижней челюсти бассейна реки Винд Ривер, Вайоминг. Позже был найден и череп, отнесённый Генри Осборном к тому же виду. Он выделял батиопсиса в семейство Bathyopsidae. В 1958 году Dorr перенёс род в семейство уинтатериевых. В 1998 году Lucas и Schoch уточнили филогенетическое положение батиопсиса до подсемейства Uintatheriinae, а также синонимизировали второй вид Bathyopsis middleswarti с типовым.

## Внешний вид и строение
Батиопсис — самый мелкий представитель семейства уинтатериевых. Животное достигало 90 см в высоту, его череп немногим длиннее 30 см, вдвое короче, чем у уинтатерия (Uintatherium). Крыша черепа плоская, саггитальный гребень отсутствовал. Затылок широкий и низкий. Рогоподобные выросты развиты слабо. Выражены только удлинённые овальные верхнечелюстные выросты. Лобные и затылочные выросты почти незаметны. Нижнечелюстные лопасти более массивны у самцов. Верхние резцы отсутствовали. Верхние клыки очень развитые.

## Питание
Скорее всего, батиопсис кормился мягкими частями растений.

## Эволюция
Батиопсис является переходной формой от продиноцератовых к уинтатериевым. Его предком, видимо, был какой-то из американских продиноцератовых (Prodinoceratidae). Возможно, это был прогрессивный вид рода Probathyopsis — Probathyopsis lysitensis. В конце концов батиопсиса вытеснил уинтатерий, его более развитый потомок.